# Мернс
Мернс (англ. the Mearns, от гэльск. A' Mhaoirne; также известен как Кинкардиншир, англ. Kincardineshire) ― историческое графство на побережье северо-восточной Шотландии, Великобритания. Граничит с Абердинширом на севере и западе и Ангусом на юге.
Название «Kincardine» также используется в Кинкардин и Mearns, в области комитета в Совете Абердиншир, хотя это покрывает меньшую площадь, чем округа.

## История

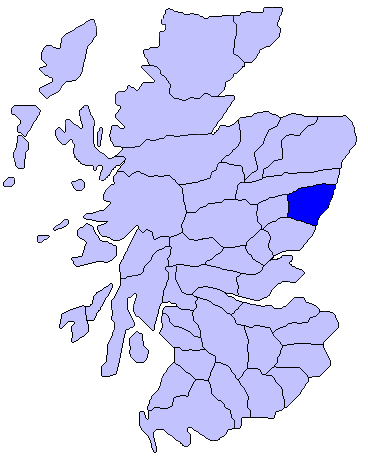
Карта Шотландии, показывающая примерные границы исторического района Мернс

В древности район был известен как провинция Мернс. Она граничила на севере с Марром, а на западе ― с Ангусом. Само название провинции указывает на ё статус: более важными провинциями управлял великий стюард (Мормэр), а менее важными ― простой стюард (Мэр).
На территории графства располагались такие бурги, как Стоунхейвен, Бэнкори, Инвербери и Лоуренскирк, а также другие поселения, включая Драмоак, Мухаллс, Ньютонхилл и Портлетен. Мернс простирался до холма Фэр, что к северу от реки Ди. В 1891 году королевский бург Торри (что на южном берегу реки Ди) был включен в состав Абердиншира.

Введение института шерифов в XI веке создало параллельную управление территорией. Новая администрация находилась в городе Кинкардин. Город Кинкардин не был, как часто утверждается, деревней Кинкардин О’Нил (которая на самом деле находится в Марре), не стоит также отождествлять его с Кинкардином в Файфе. Кинкардин, о котором идёт речь, на самом деле является местом, которое прекратило своё существование в средние века. Ныне от него остались лишь руины замка Кинкардин в двух милях к северо-востоку от Феттеркэрна, недалеко от деревушки Фесдо. 

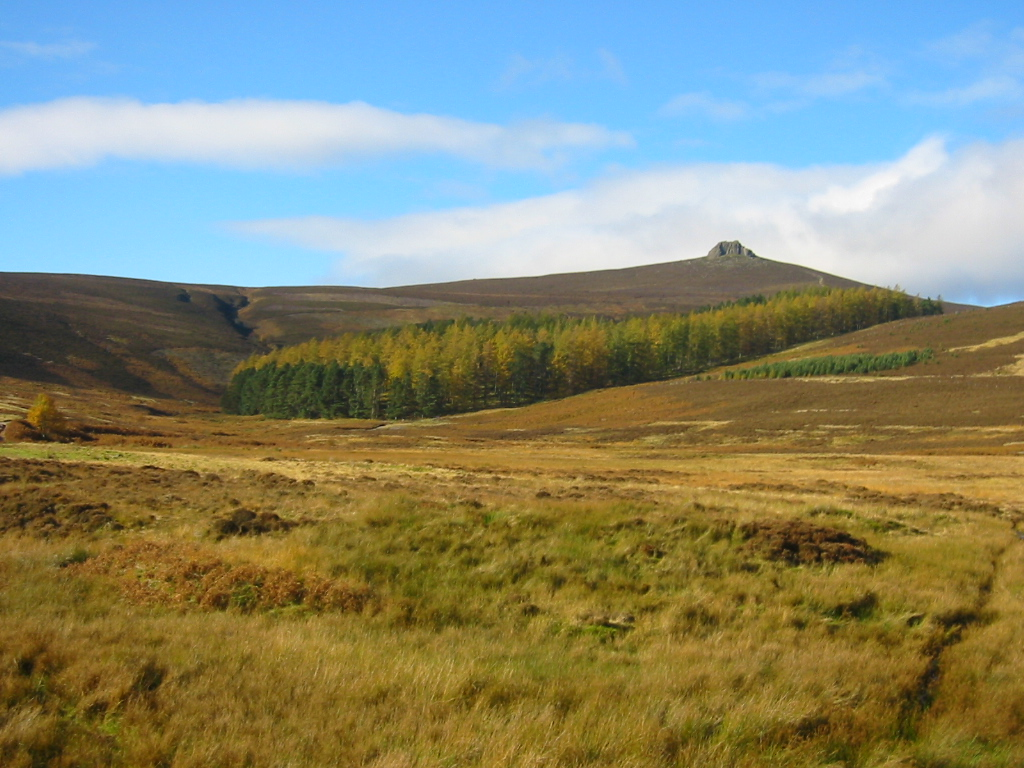
Клахнабен

В 1296 году король Иоанн Баллиоль написал письмо о капитуляции из замка Эдуарду I Английскому после короткой войны, положившей начало Войнам за независимость Шотландии. В 1600 году Сословия Парламента распорядились, чтобы шерифское управление Кинкардинширом осуществлялось из Стоунхейвен-Толбут.

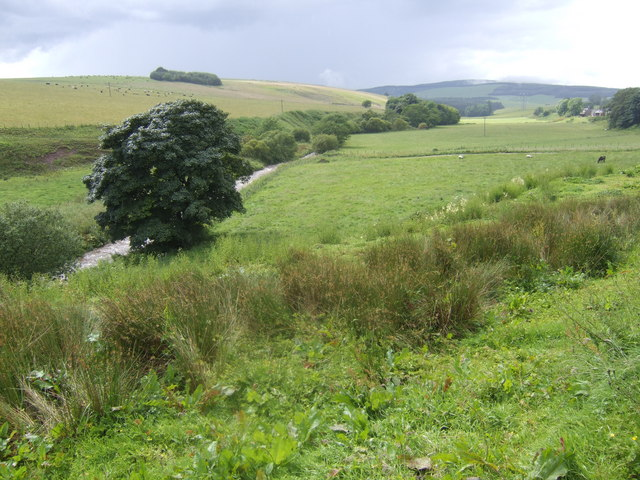
Сельская местность вокруг Гленберви

В середине XIX века реформы местного самоуправления заменили древние провинции новыми графствами (shires), границы которых совпадали с границами шерифства. Мернс стал известен Кинкардиншир. В 1975 году округ утратил административный статус. Площадь Нигг на севере графства стала частью города Абердина, а остальная частью графства стала частью района Кинкардин и Дисайд в Грампианской области. Когда в 1996 году регион Грампиан был разделен на унитарные муниципальные районы, этот район был включен в состав муниципального района Абердиншир.

## География
Местность холмистая, засаженная деревьями. Является частью Грампианских гор. Самая высокая точка ― гора Батток (778 м) на границе с Ангусом.